# Anna Camp
Anna Ragsdale Camp (Aiken, 27 settembre 1982) è un'attrice statunitense.

## Biografia
Nata nella Carolina del Sud, studia presso la University of North Carolina School of the Arts. Tra i suoi primi lavori come attrice, figurano una partecipazione ad un episodio della serie televisiva Cashmere Mafia e la partecipazione al film indipendente Pretty Bird, esordio alla regia dell'attore Paul Schneider. Ha anche recitato nei film Voices, Pitch Perfect 2 e Pitch Perfect 3.
La Camp acquista popolarità in teatro, grazie al ruolo di Jill mason in Equus di Peter Shaffer, dove recita al fianco di Daniel Radcliffe. Altra popolarità arriva per il ruolo di Sarah Newlin nella seconda, sesta e settima stagione della serie televisiva True Blood.
Sempre per la televisione ha preso parte ad un episodio di The Office, ad uno di Glee e a due di How I Met Your Mother. Ha inoltre partecipato al videoclip per il singolo dei Train Marry Me.

## Vita privata
Nel 2010 Camp ha sposato l'attore Michael Mosley, dal quale ha divorziato nel 2013.
Durante le riprese del film Voices ha conosciuto l'attore Skylar Astin. La coppia si è sposata nel 2016, per poi divorziare nel 2019.

## Filmografia

### Attrice

#### Cinema
- And Then Came Love, regia di Richard Schenkman (2007)
- Pretty Bird, regia di Paul Schneider (2008)
- Bottleworld, regia di Alexander Smith (2009)
- The Help, regia di Tate Taylor (2011)
- Forgetting the Girl, regia di Nate Taylor (2012)
- Voices (Pitch Perfect), regia di Jason Moore (2012)
- Autumn Wanderer, regia di Nathan Sutton (2013)
- Goodbye to All That, regia di Angus MacLachlan (2014)
- Pitch Perfect 2, regia di Elizabeth Banks (2015)
- Café Society, regia di Woody Allen (2016)
- One Night, regia di Minhal Baig (2016)
- Pitch Perfect 3, regia di Trish Sie (2017)
- La donna più odiata d'America (The Most Hated Woman in America), regia di Tommy O'Haver (2017)
- The Wedding Year, regia di Robert Luketic (2019)
- The Lovebirds, regia di Michael Showalter (2020)

#### Televisione
- Reinventing the Wheelers, regia di Lawrence Trilling - episodio pilota scartato (2007)
- Cashmere Mafia – serie TV, episodio 1x01 (2008)
- True Blood – serie TV, 24 episodi (2009-2014)
- The Office – serie TV, episodio 6x04 (2009)
- Glee – serie TV, episodio 1x13 (2009)
- Numb3rs – serie TV, episodio 6x13 (2010)
- Covert Affairs – serie TV, episodio 1x06 (2010)
- Mad Men – serie TV, episodi 4x01-4x05-4x08 (2010)
- I Hate That I Love You, regia di Nicole Holofcener - episodio pilota scartato (2011)
- Love Bites – serie TV, episodio 1x05 (2011)
- The Good Wife – serie TV, 4 episodi (2011)
- Romantically Challenged – serie TV, episodio 1x05 (2011)
- House of Lies – serie TV, episodio 1x01 (2011)
- The Mindy Project – serie TV, 13 episodi (2012-2013)
- Vegas – serie TV, 4 episodi (2013)
- How I Met Your Mother - serie TV, episodi 9x06-9x08 (2013)
- Super Fun Night – serie TV, 1 episodio (2013)
- Ground Floor – serie TV, episodio 1x07 (2013)
- The League – serie TV, episodio 6x07 (2014)
- Damage Goods, regia di Declan Lowne (2014) - film TV
- Il gioco della follia (Caught), regia di Maggie Kiley - film TV (2015)
- Saints & Strangers – miniserie TV, 2 episodi (2015)
- Unbreakable Kimmy Schmidt - serie TV (2015-2017)
- Good Girls Revolt - serie TV, 10 episodi (2015-2016)
- Desperados, regia di LP -  film Netflix (2020)
- You, serie tv (2025)

#### Cortometraggi
- Just Make Believe, regia di Jadrien Steele (2008)
- 8 Easy Steps, regia di Alain Hain (2009)
- PSA: An Important Message from Women EVERYWHERE, regia di Heath Cullens (2010)
- Sequin Raze, regia di Sarah Gertrude Shapiro (2013)
- The Oven, regia di James Gallagher (2014)

### Doppiatrice
- Sofia la principessa (Sofia the First) - serie animata, episodi 2x18-4x11 (2014-2017)
- Marco e Star contro le forze del male - serie animata, episodio 1x06 (2015)
- Robot Chicken - serie animata,  episodio 10x04 (2019)

## Doppiatrici italiane
Nelle versioni in lingua italiana dei suoi lavori, Anna Camp è stata doppiata da:
- Francesca Manicone in Voices, Cashmere Mafia, Pitch Perfect 2, Unbreakable Kimmy Schmidt (st. 2), Pitch Perfect 3, Jerry e Marge giocano alla lotteria
- Valentina Mari in Il gioco della follia, Mad Men
- Chiara Gioncardi in True Blood, Good Girls Revolt
- Gaia Bolognesi in The Good Wife, You
- Domitilla D'Amico in Unbreakable Kimmy Schmidt (st. 3)
- Elisabetta Spinelli in The Mindy Project
- Emanuela Pacotto in How I Met Your Mother
- Valentina Favazza in Saints and Stranges
- Guendalina Ward in Pretty Bird
- Georgia Lepore in The Help
- Micaela Incitti in Glee
- Monica Vulcano in Cafè Society